# Bárbara Luz
Bárbara Luz (Coímbra, 28 de mayo de 1993) es una tenista portuguesa.

## Carrera
Luz juega principalmente en torneos del Circuito Femenino de la ITF, donde ha ganado tres sencillos y un doble. Hasta ahora, solo ha competido en el WTA Tour en el torneo en Oeiras, por el cual recibió un comodín del organizador.
Logró su mejor ranking mundial en puestos individuales en mayo de 2014 con el rango 368 y en dobles en octubre de 2014 con el puesto 446.
Desde 2013 formó parte del equipo portugués de la Fed Cup ; en su récord de la Fed Cup, dos victorias y nueve derrotas; ella perdió los tres juegos individuales.
El 23 de junio de 2014 dejó de competir en la gira femenina y desde julio de 2015 no está incluida en el ranking mundial. En febrero de 2015, participó en las reuniones de la Copa Fed entre Portugal y Bulgaria y Bielorrusia.
En junio de 2016, regresó a Portugal para dos torneos de la ITF después de una ausencia de dos años.

## Victorias en torneos

### Individual
| No      | Fecha               | Torneo             | Categoría    | Superficie  | Oponente final | Resultado            |
| ------- | ------------------- | ------------------ | ------------ | ----------- | -------------- | -------------------- |
| Primero | 16 de marzo de 2013 | Hyderabad (Indien) | ITF $ 10,000 | Cancha dura | Ankita Raina   | 4: 6, 7: 6 5, 7: 6 3 |
| 2.º     | 23 de marzo de 2013 | Hyderabad (Indien) | ITF $ 10,000 | Cancha dura | Ankita Raina   | 2: 6, 6: 3, 6: 1     |
| 3.º     | 2 de junio de 2013  | Cantanhede         | ITF $ 10,000 | Cancha dura | Italien        | 6: 3, 2: 6, 7: 5     |

### Dobles
| N.º | Fecha                   | Torneo     | Categoría   | Superficie | Pareja              | Oponentes                                  | Resultado |
| --- | ----------------------- | ---------- | ----------- | ---------- | ------------------- | ------------------------------------------ | --------- |
| 1.  | 15 de noviembre de 2013 | Sant Jordi | ITF $10.000 | Hartplatz  | Nuria Párrizas Díaz | Sowjanya Bavisetti · Lucía Cervera Vázquez | 7:5, 6:4  |